# Margherita Spiluttini
Margherita Spiluttini (* 16. Oktober 1947 in Schwarzach im Pongau, Salzburg; † 3. März 2023 in Wien) war eine österreichische Fotografin.

## Leben

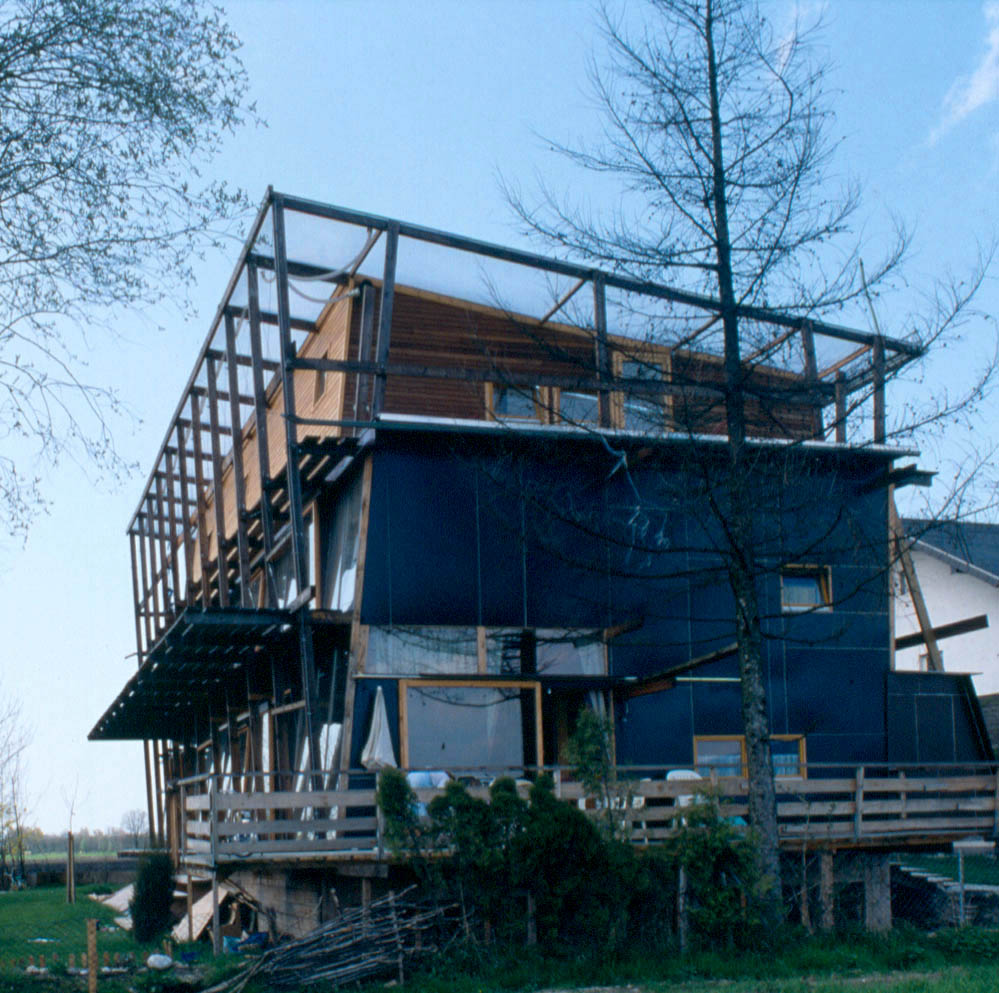
Wohnhaus

Margherita Spiluttini war die Tochter eines Baumeisters, wurde zur medizinisch-technischen Assistentin ausgebildet und arbeitete am AKH Wien in der Nuklearmedizin. Margherita Spiluttini heiratete 1970 den fast gleich alten und im selben Ort geborenen Architekten Adolf Krischanitz. Aus dieser Ehe stammt eine Tochter. Nach der Scheidung 1991 verwendete sie wieder ihren Mädchennamen. Ihr späterer Lebensgefährte war Gunther Wawrik. 1981 bis 2014 war sie als freischaffende Fotografin tätig und wurde vor allem durch ihre Architekturfotografie bekannt. Sie hatte 1998–1999 einen Lehrauftrag an der Universität für angewandte Kunst Wien und von 2000 bis 2002 eine Gastprofessur an der Universität für künstlerische und industrielle Gestaltung Linz inne. Die in Wien lebende Künstlerin war Mitglied im Vorstand der Wiener Secession 1995–1999 und 2008–2011, außerdem war sie 1999–2001 Mitglied im Fotobeirat der Kunstsektion im Bundeskanzleramt. Ab 2014 hinderte sie Multiple Sklerose am Fotografieren. Sie benutzte einen Rollstuhl. Spiluttini übergab ihren künstlerischen Vorlass dem Architekturzentrum Wien und befasste sich 2016 mit der Sichtung ihres etwa 120.000 Diapositive umfassenden Archivs.

### Fotografien
Seit den 1980er Jahren bis 2014 fotografierte Spiluttini weltweit Werke bekannter Architekten und Künstler wie Friedrich Achleitner, Baumschlager Eberle, Tadao Ando, Peter Behrens, Bétrix & Consolascio, David Chipperfield, Jürg Conzett, Hermann Czech, Ólafur Elíasson, Helmut Federle, Alfred Grazioli, Friedensreich Hundertwasser, Bernd Jungbauer, Klaus Kada, Otto Kapfinger, Adolf Krischanitz, Friedrich Kurrent, Sol LeWitt, André Lurcat, Peter Märkli, Daniele Marques, Marte.Marte, Ludwig Mies van der Rohe, Gotthard Muhr, Richard Neutra, Ortner & Ortner, Renzo Piano, Michelangelo Pistoletto, Ernst Plischke, Oskar Putz, Roland Rainer, Helmut Richter, Aldo Rossi, Rudolf Schwarz, Gottfried Semper, Álvaro Siza Vieira, Volker Staab, Otto Steidle, James Turrell, Oswald Mathias Ungers, Livio Vacchini, Günther Vogt und Peter Zumthor.

## Auszeichnungen und Preise

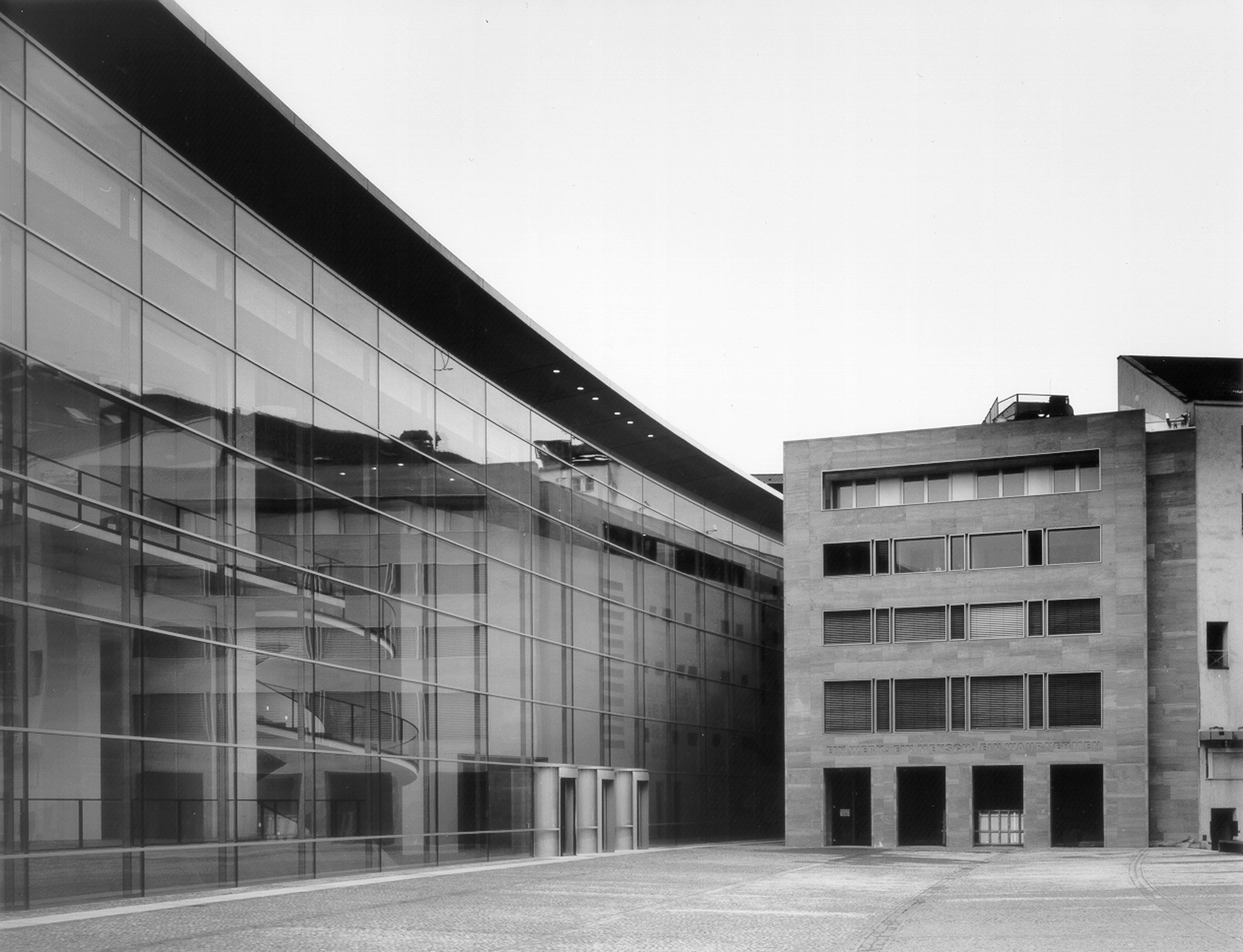
Neues Museum Nürnberg

- 1996: Österreichischer Kunstpreis für Künstlerische Fotografie
- 1997: Preis der Stadt Wien für Bildende Kunst
- 2005: Großer Kunstpreis des Landes Salzburg
- 2006: Ehrenkreuz für Wissenschaft und Kunst
- 2007: Goldenes Verdienstzeichen des Landes Wien[6]
- 2008: Deutscher Fotobuchpreis
- 2009: Otto-Breicha-Preis für Fotokunst
- 2016: Staatspreis für künstlerische Fotografie[7]
- 2017: Niederösterreichischer Kulturpreis – Würdigungspreis in der Kategorie Künstlerische Fotografie[8]

## Ausstellungen
- 2007: Margherita Spiluttini. Atlas Austria, Architekturzentrum Wien, Alte Halle. Katalog.
- 2009: Margherita Spiluttini. Architekturen. Otto Breicha-Preis für Fotokunst 2009. Museum der Moderne Rupertinum, Salzburg. Katalog.
- 2015: Margherita Spiluttini: Archiv der Räume, Oberösterreichisches Landesmuseum, Landesgalerie Linz. Katalog.[9]
  - SK Stiftung Kultur, Köln.

## Publikationen

### Monografien
- Neue Häuser. Hrsg.: Architekturzentrum Wien, Dietmar Steiner. Löcker Verlag, Wien 1993, ISBN 3-85409-228-8.
- Nach der Natur. Konstruktionen der Landschaft. Hrsg.: Technisches Museum Wien, Elisabeth Limbeck-Lilienau. Fotohof Edition, Salzburg 2002, ISBN 3-901756-28-0.
- räumlich / spacious. Hrsg.: Architekturzentrum Wien, Dietmar Steiner. Fotohof Edition, Salzburg 2007, ISBN 978-3-901756-85-6.
- Architekturen. Otto Breicha-Preis für Fotokunst 2009. Museum der Moderne Rupertinum, Salzburg 2009, ISBN 3-901824-42-1.
- Archiv der Räume / Archive of Spaces. Hrsg.: Gabriele Hofer-Hagenauer und Gabriele Conrath-Scholl. Fotohof Edition, Salzburg 2015, ISBN 978-3-902993-09-0.
- Margherita Spiluttini. Zum Abschied (= Dispositions prises pour une expérience, Band 8). Hrsg.: formatgebung, Verein zur Förderung und Erforschung von Medienobjekten, und Architekturzentrum Wien. Nach einer Idee von Renate Kordon und Gabriele Lenz. Texte von Elfriede Czurda, Christine Frisinghelli, Otto Kapfinger, Veronica Kaup-Hasler, Aglaia Konrad und Sonja Pisarik. Sonderzahl, 2024, ISBN 978-3-85449-648-9.

### (Fotografische) Beiträge zu Publikationen und Ausstellungen
- BauWerke: Adolf Krischanitz. Ausstellungskatalog, Hrsg.: Johannes Gachnang u. a. Edition Architekturgalerie Luzern 1990.
- Architektur wahrmehmen = Perceiving architecture. Hrsg.: BauArt, Verein für die Förderung von Architektur, Städtebau und Kunst, Walter Zschokke, Bau-Art, Heft 3, Wien 1992, ISBN 3-9500181-0-7.
- Burghart Schmidt: LAB-ART ist. Bildteil: Peter Daniel. Edition Splitter, Wien 1993, ISBN 3-901190-10-4.
- Veröffentlichte Kunst, Kunst im öffentlichen Raum. Kataloge des Niederösterreichischen Landesmuseums, Hrsg.: Katharina Blaas-Pratscher:
  - Band 2, Neue Folge 331, Springer, Wien 1993, ISBN 3-85460-098-4.
  - Band 5, Neue Folge 418, Springer, Wien 2000, ISBN 3-211-83416-8.
  - Band 6, Neue Folge 437a, Springer, Wien 2002, ISBN 3-211-83723-X.
  - Band 7, Neue Folge 452, Springer, Wien 2004, ISBN 3-211-21056-3.
  - Band 8, Neue Folge 466, Springer, Wien 2006, ISBN 3-211-32333-3.
- Architektur – Eternit – Kulturgeschichte eines Baustoffes. Hrsg.: Dietmar Steiner. Löcker Verlag, Wien 1993, ISBN 3-85409-215-6.
- Kunsthaus Bregenz: archiv kunst architektur. Werkdokumente:
  - Krischanitz, Federle: Neue-Welt-Schule, Wien/Leopoldstadt. Ausstellungskatalog, Text: Otto Kapfinger. Hatje, Stuttgart 1994, ISBN 3-7757-0520-1.
  - Franz Erhard Walther. Ausstellungskatalog, Kunsthalle Ritter. Hatje Cantz, Stuttgart 1996.
  - Wratzfeld, Kopf: Kindergarten Koblach (= Werkdokumente 15). Hatje Cantz, Stuttgart 1999.
- Camera Austria International, Heft 53. Hrsg.: Manfred Willmann. Forum Stadtpark, Graz 1995.
- Fabián Marcaccio, Greg Lynn: The Tingler. Ausstellungskatalog, Secession, Wien 1999.
- Daidalos 66/1997: Fotografie als Argument / Photography as Argument. Marcel Meili: Interview mit Margherita Spiluttini und Heinrich Helfenstein. Bertelsmann, Gütersloh 1997.
- Architektur Landschaft Fotografie: Hans-Christian Schink, Ruedi Walti, M. S., Stefan Müller, Heinrich Helfenstein, Paul Ott. Ausstellungskatalog, Architekturgalerie Berlin, Hrsg.: Ulrich Müller. Gebr. Mann, Berlin 2001, ISBN 3-7861-2430-2.
- Peter Merian: Haus Basel. An der Schnittstelle von Kunst, Technik und Architektur. Hrsg.: Hans Zwimpfer. Birkhäuser, Basel/Boston 2002.
- Medium Berge. Das Mallory Projekt. Ausstellungskatalog, Hrsg.: Oscar Sandner. Triton, Wien 2002.
- EURAC: una casa per l'Accademia europea Bolzano: architettura, storia, ricerca. Hrsg.: Stephanie Risse-Lobis, Fotografien von M. S. und Gerard Hagen. Folio, Wien/Bozen 2003, ISBN 88-86857-34-9 (italienisch).
- European Eyes on Japan 5: Japan Today. Hrsg.: Mikiko Kikuta, Fotografien von M. S., Michael Danner und Agnieszka Wolodzko. EU-Japan Fest Japan Committee, Tokyo 2003 (englisch).
- Werk. Bauen und Wohnen 9/2004: Im Bild. Fotografien von M. S., Gabriele Basilico, Walter Mair, Candida Höfer, Heinrich Helfenstein. Bauen + Wohnen, München 2004.
- Sol LeWitt. Wall. Ausstellungskatalog, Kunsthaus Graz, Hrsg.: Peter Pakesch. König, Köln 2004.
- Vom Turmhotel zum Parkhotel, in: Fotografie/Geschichte – 25 Jahre Fotogeschichte, Fotogeschichte, Heft 98. Hrsg.: Anton Holzer und Timm Starl. Jonas, Marburg 2005, ISBN 3-89445-354-0.
- Documenta 12:
  - Bilderbuch. Hrsg.: Roger M. Buergel und Ruth Noack. Taschen, Köln 2007, ISBN 3-8228-1694-9.
  - documenta 12 Edition: 13 Fotografen und ihre Sicht auf die documenta 12. Hrsg.: Roger M. Buergel. Portfolio, Auflage von 1000 sign. Ex. Taschen, Köln 2007, ISBN 3-8365-0208-9.
- Johann J. Böker: Der Wiener Stephansdom in der Spätgotik: Architektur als Sinnbild für das Haus Österreich. Fotografien von M. S. und Peter Kodera. Anton Pustet, Salzburg 2007, ISBN 3-7025-0566-0.
- Museum Rietberg: Die Erweiterung. Grazioli und Krischanitz Architekten. Amt für Hochbauten Zürich, Zürich 2007.
- Die fünfte Säule. Katalog der Gruppenausstellung in der Secession, Wien. Revolver, Berlin 2011, ISBN 3-86895-177-6.
- Wahr ist viel mehr. Mit Kunst arbeiten im Museum der Wahrnehmung Graz. Hrsg.: Werner Wolf. Ritter, Klagenfurt 2013, ISBN 3-85415-487-9.
- Walter Zschokke. Texte. Hrsg.: Franziska Leeb, u. a., Fotoessay von M. S. Park Books, Zürich 2013, ISBN 3-906027-29-5.
- Vom Nutzen der Architekturfotografie: Positionen zur Beziehung von Bild und Architektur. Hrsg.: Angelika Fitz und Gabriele Lenz. Birkhäuser, Berlin 2015, ISBN 978-3-0356-0586-0.
- Landschaftsfotografie heute. Von Hamish Fulton bis Andreas Gursky. Verlag für moderne Kunst, Nürnberg 2015, ISBN
- Sehnsuchtsräume: Berührte Natur und besetzte Landschaften. Hrsg.: Christian Bauer und Günther Oberhollenzer. Verlag für moderne Kunst, Nürnberg 2019, ISBN 978-3-903269-82-8.
- Stanislaus von Moos, Arthur Rüegg: Fünfundzwanzig x Herzog & de Meuron. Vollständige Werke, Fotografien von M. S., Balthasar Burkhard, Hannah Villiger, Iwan Baan, Thomas Ruff und Wolfgang Tillmans. Steidl, Göttingen 2023, ISBN 978-3-96999-127-5.